# Bronsstjärtad nålnäbb
Bronsstjärtad nålnäbb (Chalcostigma heteropogon) är en fågel i familjen kolibrier.

## Utseende och läte
Bronsstjärtad nålnäbb är en medelstor kolibri med rätt stor stjärt. Både hanen och honan är smutsigt olivgröna i fjäderdräkten med bronsfärgad övergump och stjärt samt en kort och rak stjärt. Hanen har en lång glänsande strupfläck som är mestadels grön men avslutas i en skär spets. Honan har grååktig strupe. 

## Utbredning och systematik
Fågeln förekommer i páramo (en biotoptyp med höglänta gräsmarker) från nordöstra Colombia till allra västligaste Venezuela. Den behandlas som monotypisk, det vill säga att den inte delas in i några underarter.

## Levnadssätt
Bronsstjärtad nålnäbb hittas i bergstrakter, i buskig lågväxt skog i kanten av páramo. Den ses vanligen enstaka.

## Status
Trots det begränsade utbredningsområdet och att den tros minska i antal anses beståndet vara livskraftigt av internationella naturvårdsunionen IUCN.